# قنصلية إنجلترا القديمة (مدينة تونس)

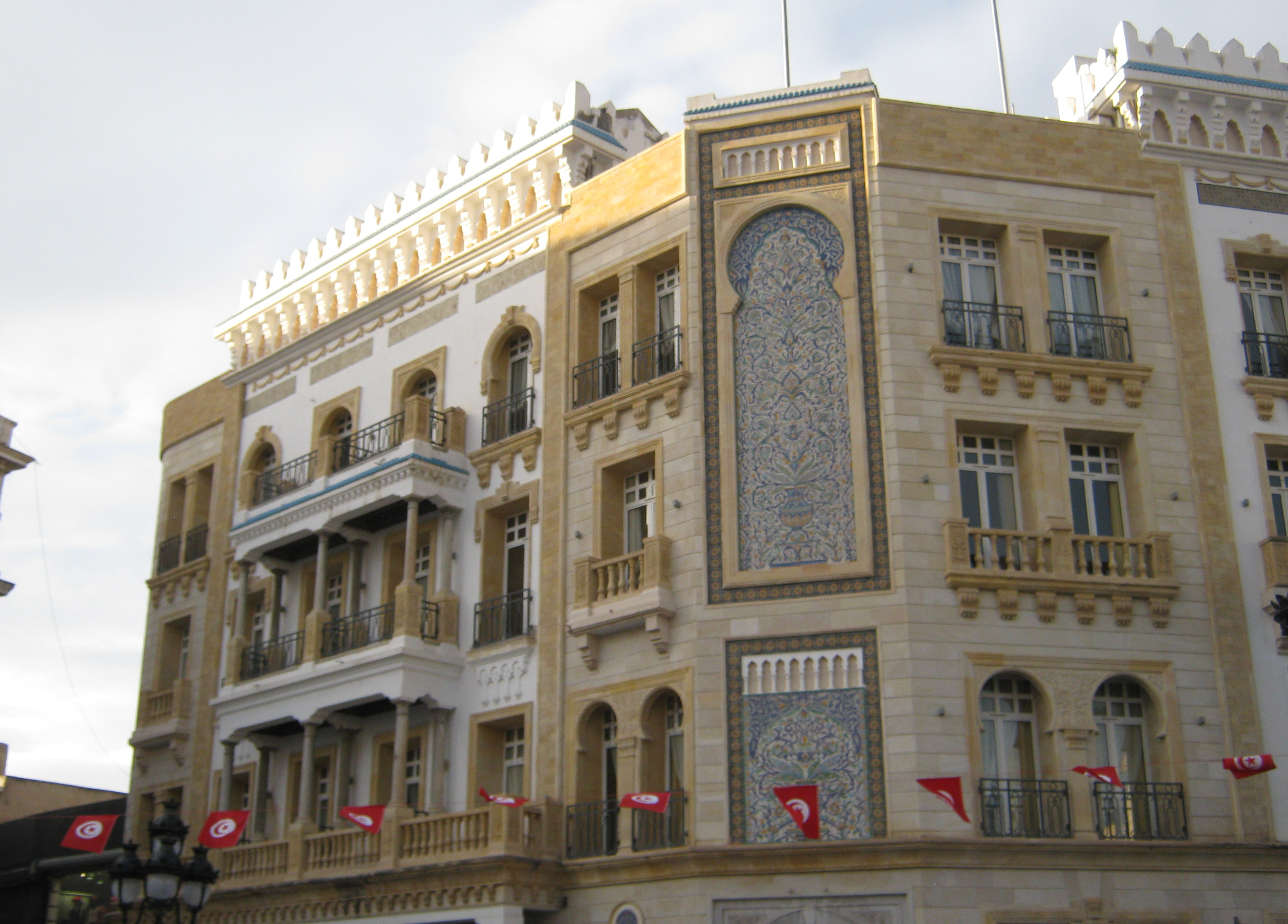
البناية في 2016.

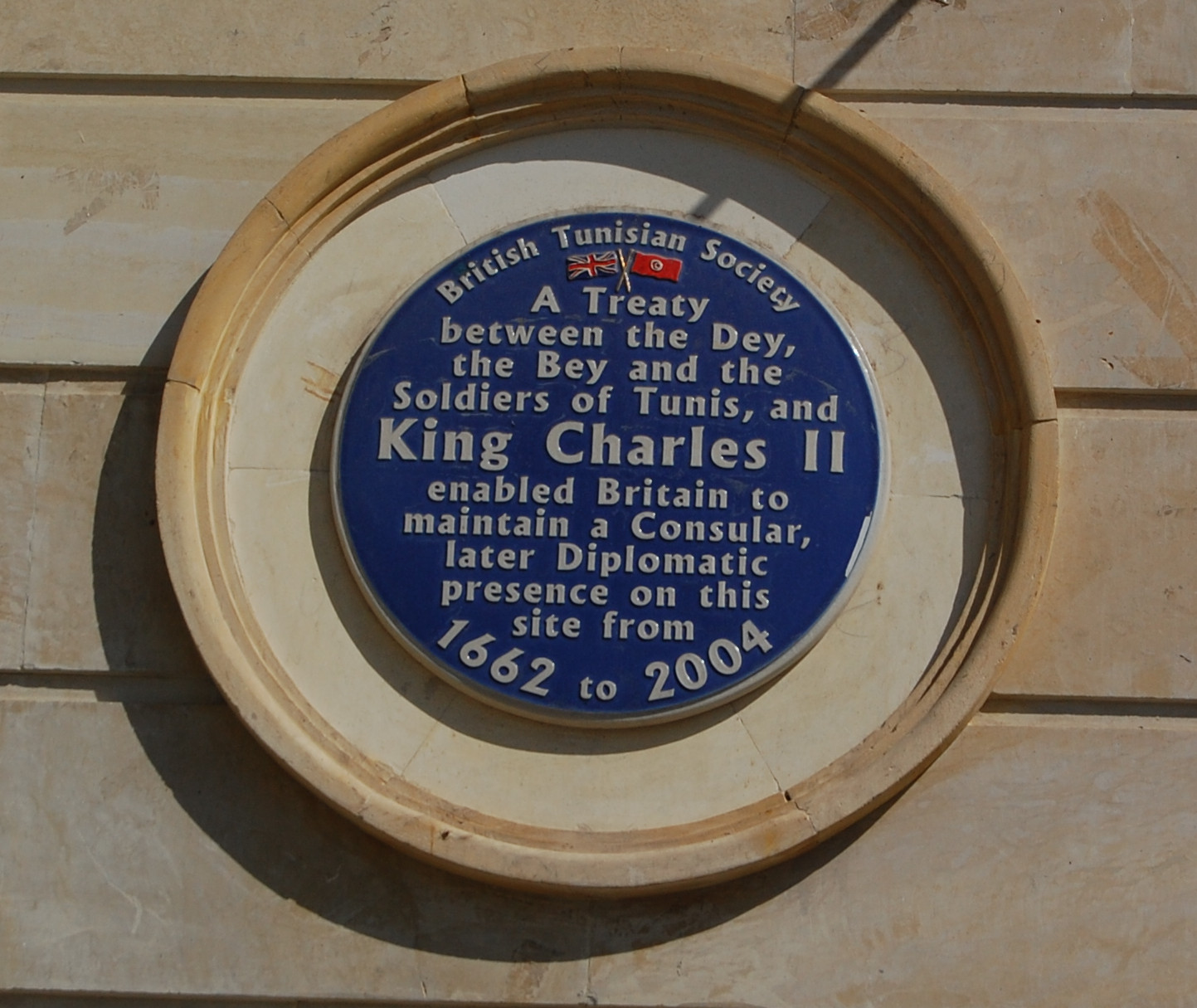
لوحة تحيي ذكرى العلاقات بين البلدين.

قنصلية إنجلترا القديمة هي بناية كانت تستضيف نشاطات قنصلية دولة المملكة المتحدة قديما، وبعدها سفارة نفس الدولة بعد استقلال تونس في 1956. وذلك في تونس العاصمة.

تقع البناية في ساحة النصر (ساحة البورصة قديما) في تونس العاصمة.

## التاريخ
تاريخ العلاقات الدبلوماسية بين إيالة تونس والمملكة المتحدة يرجع ل1662، تاريخ توقيع اتفاقية سلام وملاحة بين البلدين. 

تم بناء أول مبنى للقنصلية في القرن السابع عشر، قبل أن يتم تعويضه بمبنى ثاني في بداية القرن التاسع عشر بطراز أوروبي. 

في 1914، بنيت البناية الحالية بطراز إحياء العمارة الإسلامية. 

في 2003، تم تغيير مقر سفارة المملكة المتحدة في تونس إلى ضفاف البحيرة وأصبحت البناية الأولى ملك الدولة التونسية. 

في 2016، أصبح المبنى فندقا يحمل اسم رويال فيكتوريا (Royal Victoria) ذو أربعة نجوم.